# All This Bad Blood
All This Bad Blood – pierwsza kompilacja brytyjskiej indierockowej grupy Bastille. Wydana została 25 listopada 2013 roku w Wielkiej Brytanii przez wytwórnię Virgin Records. Zawiera ona dwa dyski CD, gdzie na pierwszym dysku znajdują się wszystkie utwory z debiutanckiego albumu studyjnego, zatytułowanego Bad Blood. Twórcą tekstów utworów jest Dan Smith, który wraz z Markiem Crew zajął się ich produkcją. Z kompilacji wydano dwa single „Of the Night” oraz „Oblivion”.

## Lista utworów
| Nr  | Tytuł                        | Autorzy tekstów | Producenci           | Czas |
| --- | ---------------------------- | --------------- | -------------------- | ---- |
| 1.  | "Pompeii"                    | Dan Smith       | Dan Smith, Mark Crew | 3:34 |
| 2.  | "Things We Lost in the Fire" | Dan Smith       | Dan Smith, Mark Crew | 4:01 |
| 3.  | "Bad Blood"                  | Dan Smith       | Dan Smith, Mark Crew | 3:33 |
| 4.  | "Overjoyed"                  | Dan Smith       | Dan Smith, Mark Crew | 3:26 |
| 5.  | "These Streets"              | Dan Smith       | Dan Smith, Mark Crew | 2:55 |
| 6.  | "Weight of Living, Pt. II"   | Dan Smith       | Dan Smith, Mark Crew | 2:55 |
| 7.  | "Icarus"                     | Dan Smith       | Dan Smith, Mark Crew | 3:45 |
| 8.  | "Oblivion"                   | Dan Smith       | Dan Smith, Mark Crew | 3:16 |
| 9.  | "Flaws"                      | Dan Smith       | Dan Smith, Mark Crew | 3:38 |
| 10. | "Daniel in the Den"          | Dan Smith       | Dan Smith, Mark Crew | 3:09 |
| 11. | "Laura Palmer"               | Dan Smith       | Dan Smith, Mark Crew | 3:06 |
| 12. | "Get Home"                   | Dan Smith       | Dan Smith, Mark Crew | 3:11 |

| CD2, część 1 – All This Bad Blood |
| --- |
| 1. "Poet" - 2:44 2. "The Silence" - 3:51 3. "Haunt (Demo)" - 2.53 4. "Weight of Living, Pt. I" - 3:26 5. "Sleepsong" - 3:40 6. "Durban Skies" - 4:11 7. "Laughter Lines" - 4:04 |

| CD2, część 2 – Other People's Heartache |
| --- |
| 8. "Previously on Other People's Heartache..." - 1:06 9. "Of the Night" (Rhythm Is a Dancer / The Rhythm of the Night mashup; Thea Austin, Benito Benites, Francesco Bontempi, Michael Gaffey, Pete Glenister, Annehley Gordon, John Garrett III, Giorgio Spagna) - 3:34 10. "The Draw" - 3:14 11. "What Would You Do" (City High cover) (Robby Pardlo, Ryan Toby) - 3:03 12. "Skulls" - 4:11 13. "Tuning Out..." - 2:36 |

## Pozycje na listach przebojów
| Kraj          | Lista (2013-14) | Najwyższa pozycja |
| ------------- | --------------- | ----------------- |
| Dania         | Album Top 40    | 25                |
| Finlandia     | Top 50 Albums   | 27                |
| Nowa Zelandia | Top 40 Albums   | 19                |
| Szwajcaria    | Alben Top 100   | 66                |
| Włochy        | Top 100 Albums  | 37                |

## Historia wydania
| Kraj            | Data              | Wytwórnia             | Format CD            |
| --------------- | ----------------- | --------------------- | -------------------- |
| Wielka Brytania | 25 listopada 2013 | Virgin EMI Records    | CD, digital download |
| Unia Europejska | 25 listopada 2013 | Virgin EMI Records    | CD, digital download |
| Polska          | 26 listopada 2013 | Universal Music Group | CD, digital download |